# Celebration (cântec)
"Celebration" este un cântec înregistrat de Kool and the Gang pentru albumul Celebrate! și lansat la sfârșitul anului 1980 pentru a-l promova, devenind un hit de top 10 în Regatul Unit, atingând prima poziție în Billboard Hot 100. Piesa a fost reînregistrată de Kylie Minogue 12 ani mai târziu pentru compilația de hituri Greatest Hits; versiunea ei s-a bucurat de un succes mai mic, fiind totuși un hit de top 20 în Irlanda și Regatul Unit.